# Петерсон, Теодор
Теодор Петерсон (швед. Teodor Peterson; род. 1 мая 1988, Умео) — шведский лыжник, участник Олимпийских игр в Ванкувере, серебряный призёр в спринте, а также бронзовый призёр в командном спринте на Олимпийских играх в Сочи 2014 года. Ярко выраженный специалист спринтерских гонок.

## Карьера
В Кубке мира Петерсон дебютировал в 2009 году, в январе 2010 года впервые попал в десятку лучших на этапе Кубка мира. 25 ноября 2011 года одержал первую победу в рамках Кубка мира, выиграв спринтерскую гонку классическим ходом на этапе в Куусамо. На его счету 12 попаданий на подиум на этапах Кубка мира. Лучшим достижением Петерсона в общем итоговом зачёте Кубка мира является 36-е место в сезоне 2009-10.
На Олимпиаде-2010 в Ванкувере стал 11-м в спринте и 15-м в командном спринте.
За свою карьеру участия в чемпионатах мира пока не принимал.
В марте 2020 года объявил о завершении карьеры.
Использует лыжи и ботинки производства фирмы Rossignol.